# Joseph-Michel Le Soufaché

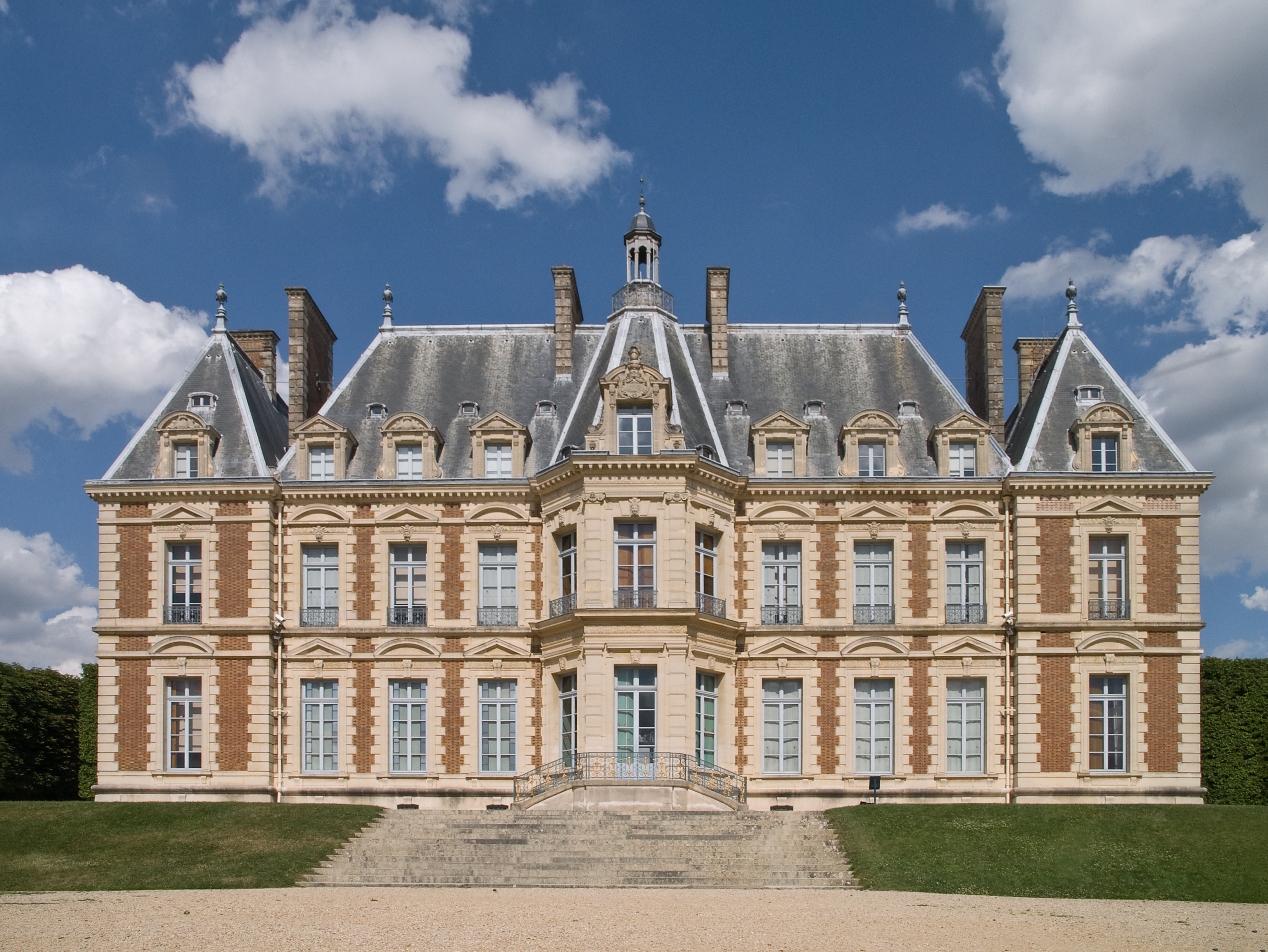
Das Schloss im Parc de Sceaux

Joseph-Michel Le Soufaché (* 28. Oktober 1804 in Bruz; † 16. Januar 1887 in Paris) war ein französischer Architekt des Historismus.
Le Soufaché lernte bei François Debret und Félix Duban und trat 1830 in die École des Beaux-Arts in Paris ein. Er arbeitete in der Folge unter Charles-Eugène-Frédéric Neveu an dem vom Bürgerkönig Louis-Philippe I. angeordneten Umbau des Schlosses von Versailles mit, dann mit Félix Duban an der Erweiterung des Gebäudes der École des Beaux-Arts in Paris und an den Restaurierungsarbeiten am Schloss Dampierre des Herzogs von Luynes. Le Soufaché erbaute private Residenzen für den Adel und das Großbürgertum, darunter 1856–1862 das neue Schloss im Parc de Sceaux.
Zur Jahresgedächtnisfeier für Le Soufaché am 16. Januar 1888 wurde das Requiem von Gabriel Fauré in der Pariser Kirche La Madeleine uraufgeführt.